# Villalobón
Villalobón is een gemeente in de Spaanse provincie Palencia in de regio Castilië en León met een oppervlakte van 19,00 km². Villalobón telt 1.613 inwoners (1 januari 2016).